# Adygeja
Adygeja (czasem określana także jako Adygea; oficj. Republika Adygei, ros. Республика Адыгея, Riespublika Adygieja, adygejski Адыгэ Республик, Adygè Respublik) – autonomiczna republika wchodząca w skład Federacji Rosyjskiej, leżąca na południu jej europejskiej części.

## Geografia

Mapa polityczna Kaukazu

Republika Adygei leży na równinie u północnych stóp gór Kaukazu, w pobliżu Morza Czarnego, jednak nie mając do niego dostępu. Republika jest enklawą otoczoną terytorium Kraju Krasnodarskiego.
Lasy pokrywają niemal 40% powierzchni republiki.
Najwyższym punktem jest góra Czugusz (3238 m n.p.m.).

### Strefa czasowa
Adygeja należy do moskiewskiej strefy czasowej (MSK). UTC +3:00 przez cały rok. Wcześniej, przed 27 marca 2011 roku, obowiązywał czas standardowy (zimowy) strefy UTC+3:00, a czas letni – UTC+4:00.

### Przynależność do okręgów federalnych i regionów ekonomicznych
Adygeja jest częścią Południowego Okręgu Federalnego oraz Północnokaukaskiego Regionu Ekonomicznego.

## Historia
Adygejczycy to naród, którego kolebką są obszary północno-zachodniego Kaukazu. Wprawdzie jako odrębna grupa narodowościowa wyraźnie wyodrębnili się około X wieku, to wzmianki o nich obecne są także w dużo wcześniejszych źródłach. Nigdy nie byli politycznie zjednoczeni, co powodowało, że poddawali się na przestrzeni swej historii najazdom ze strony takich grup jak Hunowie, Awarowie, Pieczyngowie, Chazarowie czy Mongołowie. Pod koniec XVIII i na początku XIX wieku carska Rosja prowadziła wzmożone działania na Kaukazie. Na ich fali ziemie zamieszkane przez Adygejczyków zostały w 1864 ostatecznie przyłączone do państwa rosyjskiego. W pięć lat po rewolucji październikowej, 24 sierpnia 1922, powstał Adygejski (Czerkieski) Obwód Autonomiczny. 3 lipca 1991 Adygeja stała się Adygejską ASRR w składzie Rosyjskiej FSRR, będąc enklawą w obrębie Kraju Krasnodarskiego. Ta sytuacja nie zmieniła się po rozpadzie ZSRR. Pod koniec 1991 powstał pierwszy w historii Adygei parlament. W styczniu 1992 prezydentem republiki został Asłan Dżarimow. 10 marca 1995 Zgromadzenie Ustawodawcze Adygei przyjęło konstytucję republiki. 13 stycznia 2002 urząd prezydenta Adygei objął Chazriet Sowmien.
W 2005 r. w republice nasilały się obawy o utratę państwowości, związane z planami przyłączenia Adygei do Kraju Krasnodarskiego. W obronę dotychczasowego statusu republiki jako samodzielnego podmiotu Federacji Rosyjskiej zaangażowali się członkowie zarówno miejscowych, jak i zagranicznych organizacji skupiających Adygejczyków. W 2005 narastały spory polityczne między prezydentem Sowmienem a parlamentem republiki (Chase). Kręgi parlamentarne krytykowały Sowmiena zwłaszcza za reformę władzy wykonawczej, która zmniejszyła liczbę ministerstw i urzędników różnych szczebli. Prezydent Sowmien miał być zaś niezadowolony z dużej niezależności parlamentu, w którym ówcześnie nie cieszył się już zbyt wielkim poparciem. W połowie kwietnia 2005 parlamentowi zabrakło jedynie kilku głosów, by odsunąć Sowmiena od władzy. 18 maja 2005 prezydent rozwiązał parlament. Deputaci do parlamentu Adygei zwrócili się z prośbą o interwencję do władz federalnych, zwracając uwagę na skrajnie destabilizujący charakter dekretu Sowmiena na sytuację polityczną w republice. 24 maja po rozmowach, w których uczestniczyli członkowie administracji federalnej, Sowmien uchylił swój dekret.
W grudniu 2005 r. w Majkopie odbył się VI Zjazd Związku Słowian Adygei, na którym postanowiono zwrócić się do prezydenta Władimira Putina z prośbą o stworzenie jednego podmiotu federacji, składającego się z Republiki Adygei i Kraju Krasnodarskiego, w celu „zabezpieczenia równości praw przedstawicieli narodowości tytularnej i pozostałych mieszkańców tej republiki”, stworzenia bazy dla wzrostu ekonomicznego i osłabienia korupcji i klanowości. Aktywiści organizacji rozpoczęli zbiórkę podpisów mieszkańców Adygei popierających apel. Na zjeździe podano dane, mówiące o tym, iż władze republiki prowadzą politykę odsuwania przedstawicieli narodowości innych niż tytularna od kierowniczych stanowisk w sferze władzy i biznesu, albowiem na kierowniczych stanowiskach władzy państwowej pracowało 76 Adygejczyków i tylko 57 przedstawicieli innych narodowości, choć Adygejczycy stanowią zaledwie jedną czwartą ludności republiki. Przy tym w okresie 1998-2004 liczebność Słowian w republice zmniejszyła się o 27 tysięcy.

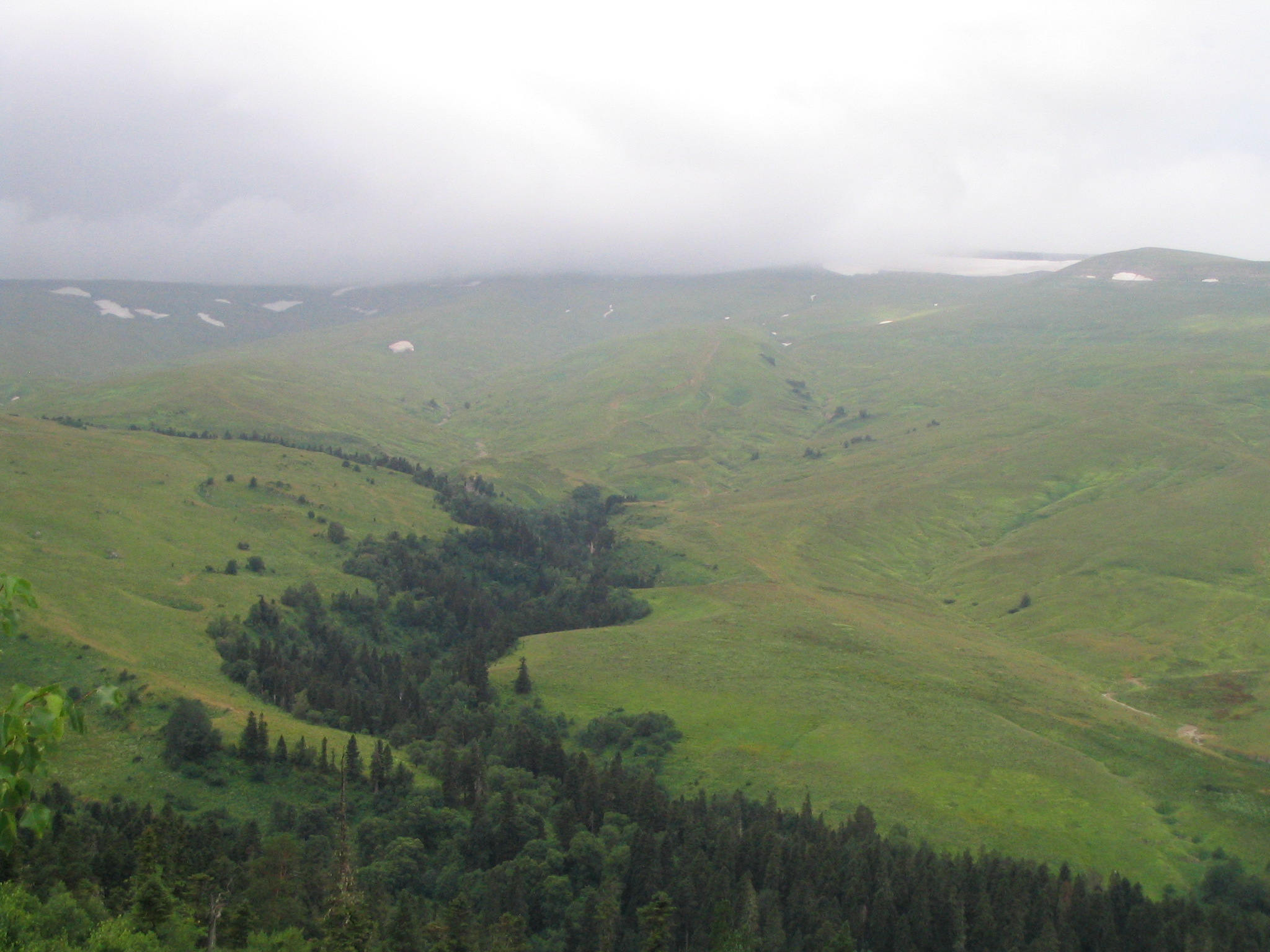
Uroczysko Lago-Naki w górach Adygei

Wielu adygejskich działaczy społecznych i innych znaczących postaci wystąpiło z krytyką rezolucji Związku Słowian Adygei, uznając ją za część kampanii przedwyborczej. Przewodniczący republikańskiego ruchu społecznego „Czerkieski Kongres” Murat Bierziegow wystąpił nawet z wnioskiem o niedopuszczenie Związku do wyborów do parlamentu Republiki Adygei. 12 marca 2006 odbyły się wybory do parlamentu republiki (Chase). Siedmioprocentowy próg wyborczy przekroczyły cztery partie. Zwyciężyła Jedna Rosja, która uzyskała 33,74% głosów i 31 z 54 miejsc w parlamencie. Komunistyczna Partia Federacji Rosyjskiej uzyskała 14,88%, Rosyjska Zjednoczona Partia Przemysłowa – 12,92%, Agrarna Partia Rosji – 11,25%.
29 marca 2006 na stanowisko przewodniczącego parlamentu został wybrany lider miejscowej struktury partyjnej Jednej Rosji Rusłan Chadżebiekow. Chazret Sowmien był początkowo przeciwny jego kandydaturze. Prezydent Sowmien przed wyborami parlamentarnymi odmówił umieszczenia swojego nazwiska na liście wyborczej Jednej Rosji, ponieważ partia ta planowała przedstawić w parlamencie projekt ustawy o referendum przygotowujący procedurę połączenia Adygei i Kraju Krasnodarskiego. Status republiki stał się głównym powodem konfliktu między prezydentem Sowmienem a władzą federalną, dążącą do połączenia obu podmiotów. Prezydent Sowmien wyrażał obawy, iż połączenie regionu z Krajem Krasnodarskim doprowadzi do obniżenia rangi Adygei i utracenia przez nią należnej jej autonomii.
4 kwietnia 2006 na posiedzeniu parlamentu Chazret Sowmien skarżył się na niezrozumienie ze strony Moskwy i ogłosił, iż zamierza podać się do dymisji. Wkrótce jednak administracja prezydenta zdementowała zapowiedź dymisji, motywując to niewłaściwym zrozumieniem słów prezydenta przez deputowanych i dziennikarzy. 6 kwietnia 2006 w Majkopie odbyła się kilkutysięczna demonstracja, której uczestnicy wykrzykiwali hasła poparcia dla Sowmiena i żądali pozostawienia go na stanowisku głowy republiki. 11 kwietnia 2006 na Kremlu odbyło się spotkanie, w którym uczestniczyli prezydent Sowmien, Dmitrij Kozak i głowa kremlowskiej administracji Siergiej Sobianin. Po spotkaniu Sowmien ostatecznie podał się do dymisji, za co miał uzyskać gwarancję, iż zagadnienie zjednoczeniowe Adygei i Kraju Krasnodarskiego nie będzie odtąd forsowane. Po dymisji w Adygei pojawiły się różne przypuszczenia co do jej powodu. Oprócz niezgody między władzą federalną a republikańską co do przyszłego statusu republiki, mogło nim być zaostrzenie się sytuacji wewnętrznej, związane z aktywizacją kręgów nieprzychylnych idei połączenia Adygei i Kraju Krasnodarskiego, które nie wykluczały nawet podjęcia działań zbrojnych w razie nieuszanowania dotychczasowego statusu republiki. Według niektórych źródeł dymisja mogła być także konsekwencją konfliktu Sowmiena z przedstawicielem prezydenta Federacji Rosyjskiej w Południowym Okręgu Federalnym, Dmitrijem Kozakiem. Konflikt ten miał być podobno związany z fałszowaniem danych dotyczących rozwoju ekonomicznego republiki, jakie przedkładane były administracji centralnej. Sam Sowmien oświadczył, że powodem jego sporów z przedstawicielem prezydenta są wysuwane przez Kozaka żądania rozpoczęcia procesów zjednoczeniowych Adygei i Kraju Krasnodarskiego oraz podporządkowanie mu kierownictwa siłowych struktur republiki.
Pomimo napiętej sytuacji 17 kwietnia 2006 prezydent Władimir Putin odmówił jednak przyjęcia dymisji Sowmiena, proponując mu pozostanie na stanowisko do końca kadencji, która upływała 13 stycznia 2007. Wkrótce Dmitrij Kozak rozpoczął konsultacje w poszukiwaniu odpowiedniego kandydata na następcę aktualnego prezydenta.
6 grudnia 2006 Putin przedłożył do rozpatrzenia parlamentowi Adygei kandydaturę Asłanczerija Tchakuszynowa, dotychczasowego rektora Majkopskiego Uniwersytetu Technologicznego. Jako swojego kandydata na nowego prezydenta Adygei zarekomendowała go Jedna Rosja. 13 grudnia 2006 Tchakuszynow został w tajnym głosowaniu zaakceptowany przez Chase, zdobywając 50 głosów na 53 uczestniczących w głosowaniu deputowanych. 13 stycznia 2007 odbyła się ceremonia inauguracji prezydentury Tchakuszynowa. W obecności przedstawicieli wielu regionów Federacji, a także Asłana Dżarimowa, pierwszego prezydenta Adygei, Tchakuszynow złożył przysięgę w języku rosyjskim oraz adygejskim oraz otrzymał od Dmitrija Kozaka potwierdzenie objęcia przez niego urzędu wraz z pieczęcią prezydencką.
17 stycznia 2007 parlament zaakceptował zaproponowany przez Tchakuszynowa skład Gabinetu Ministrów, w którym znaleźli się przedstawiciele różnych reprezentowanych w Chase frakcji. Stanowisko premiera objął Władimir Samożenkow. Ministrem finansów został Dowletbij Dolew, zajmujący już to stanowisko w latach 1995–2002. Ministrem rozwoju gospodarczego i handlu został przedstawiciel partii komunistycznej Asłan Matyżew, a ministrem rolnictwa Jurij Pietrow z Agrarnej Partii Rosji. Praktycznie wszystkie kandydatury zaakceptowano jednogłośnie.

## Demografia
Tytularni Adygejczycy nie stanowili większości przy żadnym spośród radzieckich i rosyjskich powszechnych spisów ludności. Procentowy udział Adygejczyków zwiększa się jednak od 1970 roku. Od roku 1939 Rosjanie stanowią procentowo największą grupę ludności, która ilościowo zmniejsza się od 1989 r. W spisie powszechnym 2010 mniejszymi grupami byli Kurdowie z 4528 (1,03%), Czerkiesi z 2651 (0,60%), Tatarzy z 2571 (0,58%) i Romowie z 2364 (0,54%) osób. Językami urzędowymi są adygejski i rosyjski. Adygejczycy, Czerkiesi, Kurdowie i Tatarzy są w większości muzułmanami. Większość Rosjan, Ukraińców i Ormian stanowią natomiast chrześcijanie. Poza tym w Adygei żyją tysiące uciekinierów z niespokojnych obszarów Północnego Kaukazu.
| Grupa etniczna | SP 1926 | SP 1926 | SP 1939 | SP 1939 | SP 1959 | SP 1959 | SP 1970 | SP 1970 | SP 1979 | SP 1979 | SP 1989 | SP 1989 | SP 2002 | SP 2002 | SP 20101 | SP 20101 |
| Grupa etniczna | Liczba  | %       | Liczba  | %       | Liczba  | %       | Liczba  | %       | Liczba  | %       | Liczba  | %       | Liczba  | %       | Liczba   | %        |
| --- | ------- | ------- | ------- | ------- | ------- | ------- | ------- | ------- | ------- | ------- | ------- | ------- | ------- | ------- | -------- | -------- |
| Adygejczycy | 50 821  | 44,8%   | 55 048  | 22,8%   | 65 908  | 23,2%   | 81 478  | 21,1%   | 86 388  | 21,4%   | 95 439  | 22,1%   | 108 115 | 24,2%   | 107 048  | 25,2%    |
| Rosjanie | 29 102  | 25,6%   | 171 960 | 71,1%   | 200 492 | 70,4%   | 276 537 | 71,7%   | 285 626 | 70,6%   | 293 640 | 68,0%   | 288 280 | 64,5%   | 270 714  | 63,6%    |
| Ormianie | 738     | 0,7%    | 2348    | 1,0%    | 3013    | 1,1%    | 5217    | 1,4%    | 6359    | 1,6%    | 10 460  | 2,4%    | 15 268  | 3,4%    | 15 561   | 3,7%     |
| Ukraińcy | 26 405  | 23,3%   | 6130    | 2,5%    | 7988    | 2,8%    | 11 214  | 2,9%    | 12 078  | 3,0%    | 13 755  | 3,2%    | 9091    | 2,0%    | 5856     | 1,4%     |
| Inni | 6415    | 5,7%    | 6313    | 2,6%    | 7289    | 2,6%    | 11 198  | 2,9%    | 13 939  | 3,4%    | 18 752  | 4,3%    | 26 355  | 5,9%    | 14 093   | 3,3%     |
| Ludność | 113 481 | 100%    | 241 799 | 100%    | 284 690 | 100%    | 385 644 | 100%    | 404 390 | 100%    | 432 588 | 100%    | 447 109 | 100%    | 439 996  | 100%     |
| 1 14 610 osób nie mogło zostać zidentyfikowanych z żadną z grup etnicznych. Osoby te zostały przypuszczalnie procentowo rozdzielone na określone grupy. |         |         |         |         |         |         |         |         |         |         |         |         |         |         |          |          |

Według danych na 1 stycznia 2021 stan ludności: 463167, w tym miejskiej 217846, wiejskiej 245321
- Populacja: 439 996 (2010)
  - ludność miejska: 223 895 (50,9%)
  - ludność wiejska: 216 101 (49,1%)
  - Mężczyźni: 204 525 (46,5%)
  - Kobiety: 235 471 (53,5%)

- Liczba kobiet na 1000 mężczyzn: 1151

- Średnia wieku: 39 lat
  - ludność miejska: 39,3 lat
  - ludność wiejska: 38,6 lat
  - Mężczyźni: 36,5 lat
  - Kobiety: 41,1 lat

- Liczba gospodarstw: 153 860
  - miejskie: 83 246
  - wiejskie: 70 614

## Podział administracyjny

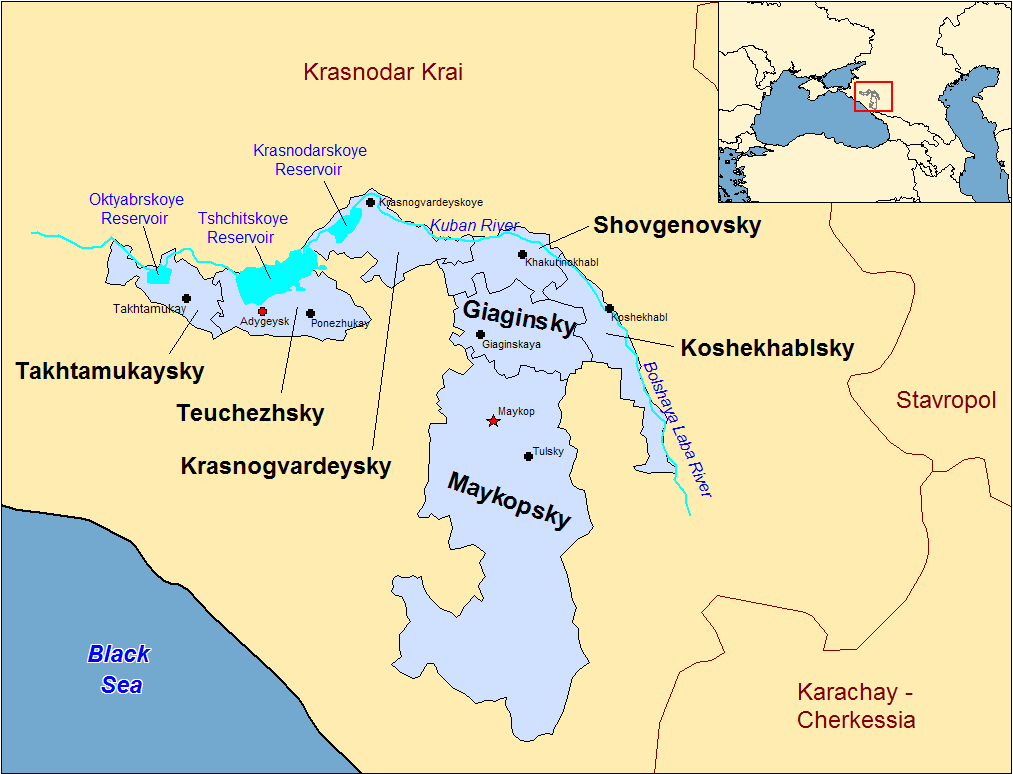
Położenie i podział administracyjny Republiki Adygei

Adygeja podzielona jest na 2 okręgi miejskie i 7 rejonów.
| Nazwa                               | Nazwa rosyjska           | Siedziba            | Powierzchnia (km²) | Populacja | Gęstość zaludnienia (os./km²) |
| ----------------------------------- | ------------------------ | ------------------- | ------------------ | --------- | ----------------------------- |
| Miasta wydzielone (okręgi miejskie) |                          |                     |                    |           |                               |
| Okręg miejski Majkop                | Городской округ Майкоп   | Majkop              | 58,62              | 144 249   | 2500                          |
| Okręg miejski Adygejsk              | Городской округ Адыгейск | Adygejsk            | 32,39              | 12 237    | 378                           |
| Rejony                              |                          |                     |                    |           |                               |
| Rejon giagiński                     | Гиагинский район         | Giaginskaja         | 756,54             | 31 766    | 42                            |
| Rejon koszechablski                 | Кошехабльский район      | Koszechabl          | 606,70             | 30 422    | 50                            |
| Rejon krasnogwardiejski             | Красногвардейский район  | Krasnogwardiejskoje | 725,52             | 30 868    | 43                            |
| Rejon majkopski                     | Майкопский район         | Tulskij             | 3667,43            | 58 439    | 16                            |
| Rejon tachtamukajski                | Тахтамукайский район     | Tachtamukaj         | 463,6              | 69 662    | 150                           |
| Rejon tieuczeżski                   | Теучежский район         | Ponieżukaj          | 700                | 20 643    | 29                            |
| Rejon szowgienowski                 | Шовгеновский район       | Chakurinochabl      | 521,43             | 16 997    | 33                            |

## Miasta
Najważniejsze miasta Adygei pod względem populacji:
| Nazwa               | Nazwa rosyjska    | Populacja |
| ------------------- | ----------------- | --------- |
| Majkop              | Майкоп            | 137 899   |
| Jabłonowskij        | Яблоновский       | 56 972    |
| Eniem               | Энем              | 28 209    |
| Nowa Adygeja        | Новая Адыгея      | 16 968    |
| Giaginskaja         | Гиагинская        | 14 338    |
| Adygejsk            | Адыгейск          | 13 247    |
| Tulskij             | Тульский          | 11 168    |
| Chanskaja           | Ханская           | 11 152    |
| Krasnogwardiejskoje | Красногвардейское | 9367      |
| Koszechabl          | Кошехабль         | 7361      |
| Tlustienchabl       | Тлюстенхабль      | 7240      |
| Kamiennomostskij    | Каменномостский   | 7075      |
| Dondukowskaja       | Дондуковская      | 6482      |
| Krasnooktiabrskij   | Краснооктябрьский | 6183      |
| Tachtamukaj         | Тахтамукай        | 6150      |
| Chatukaj            | Хатукай           | 5173      |

## Gospodarka
Podstawę gospodarki republiki stanowi rolnictwo, jakkolwiek przemysł również odgrywa istotną rolę. Uprawa zbóż, słonecznika, buraków cukrowych; chów zwierząt. Rozwinięty przemysł żywnościowy, drzewny i celulozowo-papierniczy.
Ocenia się, iż republika ma stosunkowo duże złoża ropy naftowej i gazu ziemnego.

## Tablice rejestracyjne
Tablice pojazdów zarejestrowanych w Adygei mają oznaczenie 01 w prawym górnym rogu nad flagą Rosji i literami RUS.

## Sławni mieszkańcy regionu
- Anatolij Bieriezowoj (ur. 11 kwietnia 1942), Lotnik Kosmonauta ZSRR.
- Ołeksandr Deriberin (ur. 25 lutego 1967), piłkarz, grający na pozycji bramkarza, trener piłkarski.
- Anna Kariejewa (ur. 10 maja 1977), piłkarka ręczna.
- Władimir Niewzorow (ur. 5 października 1952), judoka.

### Prezydenci Adygei
- Asłan Dżarimow (ur. 7 listopada 1939), 17 stycznia 1992 – 8 lutego 2002
- Chazriet Sowmien (ur. 1 maja 1937), 8 lutego 2002 – 13 stycznia 2007
- Asłanczerij Tchakuszynow (ur. 12 lipca 1947), 13 stycznia 2007 – 12 stycznia 2017
- Murat Kumpiłow(inne języki) (ur. 27 lutego 1973), od 12 stycznia 2017